# Valerio Maccioni (Geistlicher)

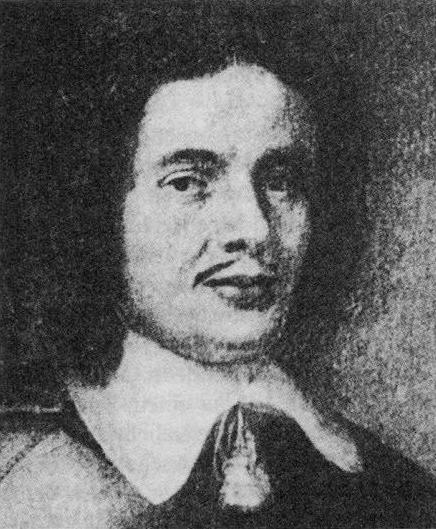
Valerio Maccioni, 1660er Jahre

Valerio Maccioni (* 1622 in San Marino; † 5. September 1676 in Hannover) war ein san-marinesischer römisch-katholischer Geistlicher am Hof Herzog Johann Friedrichs in Hannover und ab 1667 Titularbischof von Marocco und Apostolischer Vikar des neu errichteten Apostolischen Vikariats des Nordens.

## Leben
Maccioni entstammte einer führenden Familie der Republik San Marino. Ort und Datum seiner Priesterweihe sind unbekannt. Seit 1662 war er geistlicher Berater des Welfenfürsten Johann Friedrich, der 1651 in Italien zur katholischen Kirche konvertiert war. In diesen Jahren weckten lutherische Ireniker wie der Helmstedter Theologe Georg Calixt Hoffnungen auf eine Wiedervereinigung der Konfessionen, katholischerseits auch die Erwartung vermehrter Konversionen vor allem im Adel. Vor diesem Hintergrund entstand Maccionis Schrift Nubes lucida (1663).
1665 wurde Johann Friedrich Fürst von Calenberg mit Sitz in Hannover. Er musste den lutherischen Konfessionsstand des Landes garantieren, holte jedoch Kapuziner in seine Residenz und förderte katholische Gemeindebildungen. Anfangs im Großen Saal des Leineschlosses, später in der Schlosskapelle feierte Maccioni die ersten katholischen Messen seit der Reformation.
Auf Wunsch Johann Friedrichs errichtete Papst Alexander VII. am 28. April 1667 das Apostolische Vikariat der Norddeutschen Missionen und ernannte Valerio Maccioni zum ersten Apostolischen Vikar. Die Bischofsweihe empfing er am 21. April 1669 durch den Mainzer Erzbischof Johann Philipp von Schönborn.

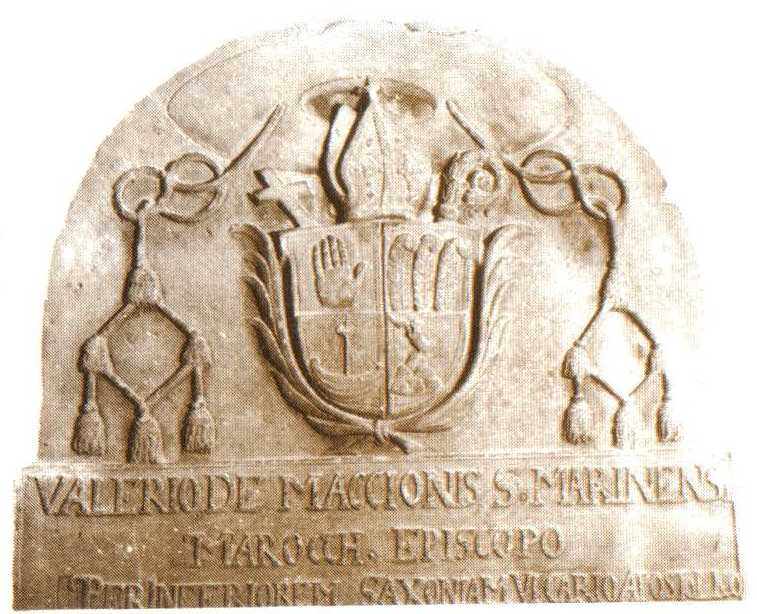
Epitaph Maccionis in der Krypta der Kirche St. Clemens, Hannover

1670 fand unter Maccionis Leitung die erste öffentliche katholische Prozession im lutherischen Hannover statt. Auf seinen Visitationsreisen besuchte Maccioni u. a. den Halberstädter Dom und beschrieb in seinem Bericht an die römische Congregatio de Propaganda Fide die dortige einzigartige interkonfessionelle Liturgie. In der Schlosskirche Schwerin, wo nach der Konversion Christian Ludwigs I.  katholischer Gottesdienst gehalten wurde, feierte er die Messe und spendete die Firmung. 1671/72 verbrachte er ein Jahr am Witwensitz von Johann Friedrichs Schwester Sophie Amalie von Dänemark in Nykøbing Falster sowie bei ihrem Sohn König Christian V. in Kopenhagen, um sie zur Konversion zu bewegen, die jedoch nicht erfolgte.

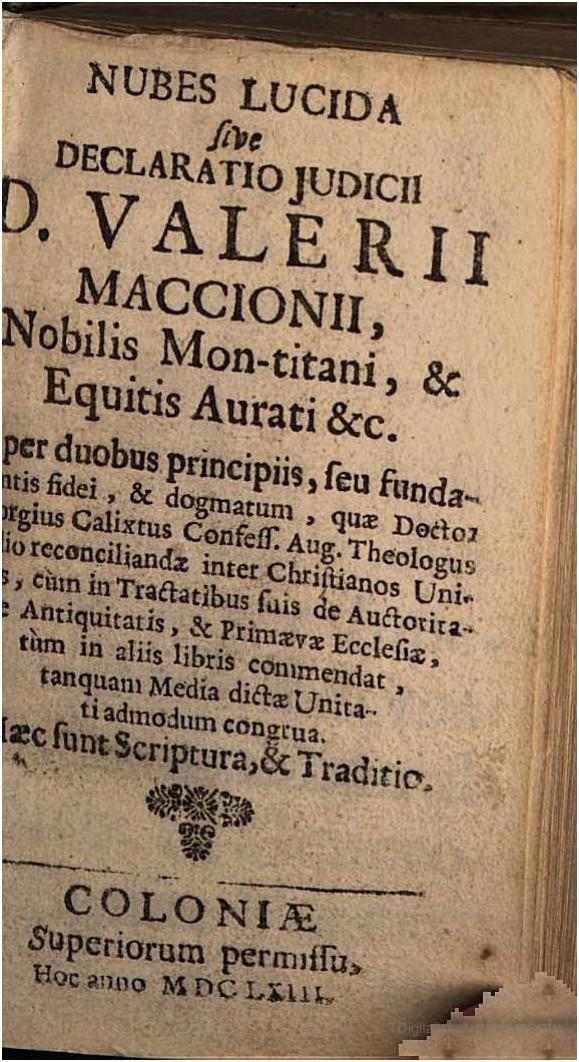
Titelblatt der Nubes lucida

Maccioni starb 1676 und wurde in Hannover beigesetzt. Sein Epitaph befindet sich in der Krypta der – auch als Folge seines Wirkens – ab 1712 in der Calenberger Neustadt erbauten Kirche  St. Clemens.
Für seine Nachfolge als Apostolischer Vikar versuchte Herzog Johann Friedrich Gerhard Wolter Molanus zu gewinnen und drängte ihn zur Konversion. Erst nach dessen Absage fiel die Wahl auf Niels Stensen.

## Schriften
- Nubes lucida sive declaratio judicii D. Valerii Maccionii, Nobilis Mon-titani, & Equitis Aurati &c. super duobus principiis, seu fundamentis fidei, & dogmatum, quae Doctor Georgius Calixtus Confess. Aug. Theologus studio reconciliandae inter Christianos Unitatis, cum in Tractatibus suis de Auctoritate Antiquitatis, & Primaevae Ecclesiae, tum in aliis libris commendat, tanquam Media dictae Unitati admodum congrua. Haec sunt Scriptura, & Traditio. Köln 1663, 3. verbesserte Auflage Osnabrück 1676[7]